# Раковіца (Долж)
Раковіца (рум. Racovița) — село у повіті Долж в Румунії. Входить до складу комуни Бралоштіца.
Село розташоване на відстані 211 км на захід від Бухареста, 37 км на північний захід від Крайови.

## Населення
За даними перепису населення 2002 року у селі проживали 450 осіб, усі — румуни. Усі жителі села рідною мовою назвали румунську.